# 小海街道
小海街道，是中华人民共和国江苏省南通市崇川区下辖的一个乡镇级行政单位。

## 行政区划
小海街道下辖以下地区：
星景社区、定海村、新镇村、小海村、朝阳港村、骆化村、庙桥村、营房头村、汤家窑村、四圩桥村和八号滩村。